# Henfil
Henfil (teljes nevén Henrique de Souza Filho; Ribeirão das Neves, 1944. február 5. – Rio de Janeiro, 1988. január 4.) brazil író és humorista. Testvére a Betinho néven ismert Herbert de Souza volt.
Hemofíliában szenvedett, egy vérátömlesztés során AIDS-fertőzött vért kapott, ami a halálát eredményezte.